# Shout and Shimmy
"Shout and Shimmy" é uma canção R&B composta por James Brown e gravada por ele e os The Famous Flames. Alcançou o número 16 da parada R&B e número 61 da parada Billboard Hot 100.
O crítico Douglas Wolk descreve a canção como "um verdadeiro e descarado ripoff da canção dos The Isley Brothers de 1959 "Shout"... basicamente as partes rápidas de "Shout" com as inflexões gospel retiradas e a palavra 'shimmy' adicionada." Wolk argumenta que Brown e os The Famous Flames provavelmente apresentaram "Shout and Shimmy" no concerto de 24 de outubro de 1962 no qual Live at the Apollo foi gravado, mas foi deixado de fora do álbum para não competir com as vendas da versão em estúdio. Evidências para apoiar esta argumentação inclui o fato de que Brown normalmente iniciava seus shows com seu último sucesso ("Shout and Shimmy" era na época), e a presença de uma introdução a cappella de "Shout and Shimmy" com a frase "You know I feel all right..." imediatamente antes da primeira canção do álbum, "I'll Go Crazy". James e os The Famous Flames cantaram esta canção no programa de Dick Clark, American Bandstand, em transmissão de 11 de jungo de 1962. Uma performance de "Shout and Shimmy" foi a primeira faixa no álbum ao vivo seguinte de Brown e The Flames, Pure Dynamite! Live at the Royal de 1064, com uma esquete de comédia entre Brown e o membro do The Flames Bobby Bennett.

## Versão cover
O The Who gravou uma versão cover de "Shout and Shimmy" em 1965 que foi lançada como Lado-B do single "My Generation" no Reino Unido. Esta versão foi produzia por Shel Talmy. Eles são vistos apresentando a canção no documentário The Kids Are Alright (1979). A canção foi lançada em CD em 2002 na versão Deluxe Edition do álbum My Generation.